# Hofanlage Wolfsheide 28
Die Hofanlage Wolfsheide 28 in Ganderkesee wurde im späten 19. Jahrhundert gebaut.
Die Gebäude stehen unter Denkmalschutz (siehe auch Liste der Baudenkmale in Ganderkesee).

## Geschichte
Die Hofanlage auf großem begrünten Grundstück besteht aus:
- dem eingeschossigen massiven verklinkerten Wohn- und Wirtschaftsgebäude vom späten 19. Jahrhundert mit gut erhaltenem Innengerüst mit Ständerreihen und Kopfbändern sowie Flett und Luchtbalken, und dem reetgedecktem Krüppelwalmdach mit Gauben,
- dem Anbau an den Wohnteil von 1936, der wieder entfernt wurde,
- dem Stall am Wirtschaftsgiebel des Haupthauses mit Satteldach und drei neueren Giebelgauben und einer nördlichen Giebelgaube mit Ladeluke sowie original erhalten Gusseisenfenstern,
- einen alten Brunnen
- sowie einem nicht denkmalgeschützten Nebengebäude.

Das Niedersächsische Landesamt für Denkmalpflege befand: „… geschichtliche Bedeutung … aufgrund seines Zeugnis- und Schauwertes … als beispielhafte Hofanlage des späten 19. Jhs. …“